# Colli al Metauro
Colli al Metauro é uma comuna italiana da região dos Marche, Província de Pesaro e Urbino, com cerca de 12.317 habitantes. Estende-se por uma área de 46,17 km², tendo uma densidade populacional de 266,77 hab/km². Faz fronteira com Cartoceto, Mombaroccio, Mondavio, Montefelcino, Sant'Ippolito e Terre Roveresche.